# Hullumeelsus
Hullumeelsus (zu deutsch Wahnsinn) ist der Titel eines estnischen Spielfilms aus dem Jahr 1968.

## Entstehung
Regisseur des satirischen Weltkriegs-Dramas war der estnische Schauspieler, Drehbuchschreiber und Regisseur Kaljo Kiisk (1925–2007). Der hintersinnige Film wurde in schwarz-weiß gedreht. Er hatte 1969 in Estland Premiere.
Hullumeelsus wurde in der Sowjetzeit bei Vorführungen in Estland nur zensiert auf die Leinwand gebracht. In den übrigen Republiken der Sowjetunion wurde der Film nicht gezeigt.

## Handlung
Ein namentlich nicht genanntes Land während des Zweiten Weltkriegs. Die deutsche Wehrmacht führt ein brutales Besatzungsregime. In einem kleinen Ort befindet sich eine Irrenanstalt. Deutsche Soldaten kommen, um die Insassen zu einem „Spaziergang“ in den Wald zu führen.
Doch die geplante Vernichtungsaktion wird in letzter Minute angehalten. Obersturmbannführer Windisch, ein ehemaliger Turnlehrer, kommt zur Heilanstalt und stellt sich als Gestapo-Mitarbeiter vor. Ein anonymer Brief an die Gestapo hatte behauptet, unter den Geisteskranken halte sich ein britischer Spion versteckt. Dieser muss unbedingt lebend gefasst werden.
Windisch macht sich ans Werk, um unter den Heimbewohnern den englischen Agenten herauszufinden. Er gibt sich für seine Suche gegenüber den Patienten als Arzt aus. Während seiner Gespräche mit den Geisteskranken wird immer unklarer, wer „verrückt“ und wer „normal“ ist.
Am Ende stellt sich heraus, dass der Oberarzt den anonymen Brief verfasst hatte, um die Besatzer zu täuschen und das Leben seiner Schützlinge zu retten.

## Rezeption
Jüri Järvet wurde beim Kinofestival der Baltischen Republiken, Belarus’ und Moldawiens in Minsk 1969 als bester Darsteller ausgezeichnet.